# Tetraglycidyl-4,4'-diaminodifenylmethaan
Tetraglycidyl-4,4'-diaminodifenylmethaan, afgekort tot TGDDM, is een organische verbinding met vier epoxidegroepen. Het is een gele viskeuze vloeistof.

## Synthese
Tetraglycidyl-4,4'-diaminodifenylmethaan is het reactieproduct van diaminodifenylmethaan met epichloorhydrine.

## Toepassingen
Tetraglycidyl-4,4'-diaminodifenylmethaan is een monomeer voor commerciële epoxyharsen, die gebruikt worden voor de fabricage van hoogwaardige vezelversterkte composietmaterialen, vooral voor de lucht- en ruimtevaart. Men gebruikt het om vezels te impregneren voor prepregs. Voor het uitharden (curing) wordt vaak 4,4'-diaminodifenylsulfon (DDS) gebruikt.
Omdat tetraglycidyl-4,4'-diaminodifenylmethaan vier epoxidegroepen heeft vormt het harsen met een hoge graad van vernetting, wat resulteert in een hard materiaal met een grote hittebestendigheid, dat echter bros is. Om de mechanische eigenschappen te verbeteren kan het gemengd worden met verbindingen met drie of twee epoxidegroepen, zoals bisfenol A diglycidylether.